# 1979 في الأردن
فيما يلي قوائم الأحداث التي وقعت خلال عام 1979 في الأردن.

## سياسة

### تعيين في المنصب
- 19 ديسمبر – إنعام المفتي وزير التنمية الاجتماعية.

## مواليد

### يناير
- 1 يناير – محمد عايش

### أبريل
- 5 أبريل – أنس الزبون لاعب كرة قدم أردني.

### مايو
- 20 مايو – راشد بن الحسن

### يونيو
- 21 يونيو – فادي شاهين لاعب كرة قدم أردني.

### أغسطس
- 29 أغسطس – أمجد توفيق الشعيبى لاعب كرة قدم أردني.

### نوفمبر
- 24 نوفمبر – وسيم البزور لاعب كرة قدم أردني.

## وفيات

### يناير
- 1 يناير – سعد جمعة (مواليد 1916) سياسي أردني.